# 奧格莫爾 (英國國會選區)
奧格莫爾（英語：Ogmore），英國國會一郡選區，包括威爾斯東南部布里真德郡級自治市東部。始設於1918年。
本區自創設以來一直支持工黨。休·伊蘭卡-戴維斯在2010年大選中以53.8%選票勝出該區，第二次連任。